# Салница (Марамуреш)
Салница (рум. Sălnița) насеље је у Румунији у округу Марамуреш у општини Вима Мика. Oпштина се налази на надморској висини од 372 m.

## Становништво
Према подацима из 2002. године у насељу је живело 286 становника, од којих су сви румунске националности.